# 千葉勝胤
千葉 勝胤（ちば かつたね）は、戦国時代の大名。本佐倉城（現・千葉県印旛郡酒々井町本佐倉）城主。千葉孝胤の嫡男。

## 経歴
文明3年（1471年）10月5日、下総国の戦国武将・千葉孝胤の嫡男として誕生。
延徳4年（1492年）2月15日、父孝胤が出家したため家督を継ぐ。孝胤（または祖父の輔胤）が古河公方の支援の下で千葉氏当主を名乗ったため、勝胤も千葉氏当主とされている（後期千葉氏）。
詳細は不明であるが、古河公方足利政氏・高基親子と千葉孝胤・勝胤親子が不和となり、文亀2年（1502年）から永正元年（1504年）にかけて政氏親子が千葉氏討伐に向かい、本佐倉城に近い篠塚陣（小篠塚城のこととされる）を拠点として千葉氏を攻めたが、両上杉氏の対立の激化によって和睦に至った。その直後に発生した立河原の戦いでは、勝胤は対立関係にある千葉守胤との対抗上、上杉顕定側について大敗している。なお、この時期の流れについて、上杉朝良側についていた孝胤と上杉顕定側についていた勝胤が父子間で対立し、顕定の同盟者であった足利政氏が勝胤救援のために篠塚陣に入ったとする説もある。永正2年（1505年）の子の昌胤の元服式は盛大に執り行われたことから、この時期には家中の状況も落ち着き、下総の諸豪族からは千葉氏当主としての支持を集めていたと思われる。永正6年（1509年）に隠居し、子の昌胤に家督を譲ったが、実権は保持しており、古河公方家の内紛にも関与した。
永正14年（1517年）には僧籍にあった古河公方足利政氏の次男空然が還俗し足利義明を名乗り挙兵、上総武田氏とともに千葉氏の家臣である原氏の小弓城（現在の千葉県千葉市中央区南生実町）を制圧し小弓公方を自称した。これに対して勝胤は、隣の臼井城（現在の千葉県佐倉市臼井田）の臼井氏が小弓公方側に付いたことを足利高基（義明の兄）に書状で知らせ、永正16年（1519年）に高基とともに義明が滞在していた上総椎津城を攻撃している。また、北条氏綱に小弓奪還のための援兵を求めたものの、当時義明との政治的取引を期待していた氏綱に拒絶されたという（氏綱が千葉・小弓双方との等距離関係を改めて義明との対立関係を示すのは、大永年間以後とされている）。
勝胤は和歌にも深い関心を持ち、彼とその家臣団は「佐倉歌壇」と称される和歌集団を形成していた。勝胤自身の和歌は残っていないが、彼と親交があった歌人衲叟馴窓が永正11年（1514年）に編纂した『雲玉和歌抄（雲玉和歌集）』には、千葉氏関係者の和歌が多数採録されている。また、彼の時代に佐倉の町が整備されて多数の寺社が建立された。勝胤自身も海隣寺・勝胤寺（ともに千葉県佐倉市内）を建立した。
享禄5年（1532年）5月21日に死去した。一説には戦死したとも。
勝胤寺には千葉氏の供養塔がある。東京都足立区の長勝寺にも武蔵千葉氏によって建てられた墓があり、下総千葉氏と武蔵千葉氏のつながりを示すものとして足立区登録有形文化財になっている。

## 備考
本佐倉城があった千葉県酒々井町では、本佐倉城のマスコットキャラクターとして、千葉勝胤をモデルとしたゆるキャラ「勝っタネ！くん」を採用している。

## 画像集

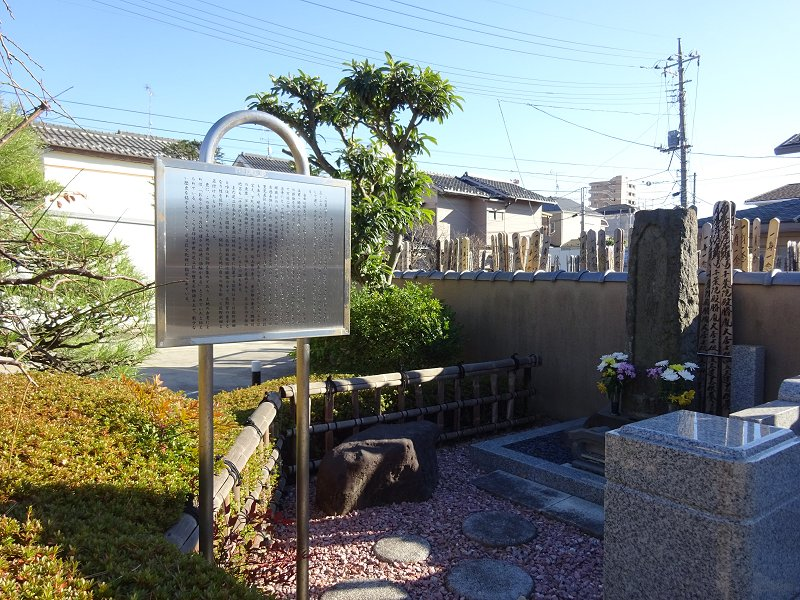
長勝寺の千葉次郎勝胤墓
勝っタネ！くん